# SEF Torres Calcio 1903
Società di Educazione Fisica Torres 1903 is een Italiaanse voetbalclub uit Sassari op het eiland Sardinië. De club werd opgericht in 1903. De thuiswedstrijden worden in het Stadio Vanni Sanna gespeeld, dat plaats biedt aan 7.480 toeschouwers. De clubkleuren zijn rood-blauw.

## Mannen

### Bekende (oud-)spelers
- Antonio Langella
- Comunardo Niccolai
- Gianfranco Zola

## Vrouwen
Het eerste vrouwenelftal van de club nam deel aan de eerste editie van de UEFA Women's Cup in het seizoen 2001/02 als Torres Terra Sarda. Een tweede optreden volgde in het seizoen 2004/05. Torres kwam voor de derde keer in Europees verband uit in de eerste editie van de UEFA Women's Champions League (de voortzetting van de Women's Cup) in het seizoen 2009/10 als ASD Torres Calcio Femminile Sassari

### In Europa
| Seizoen | Competitie                    | Ronde | Land                | Club                   | Uitslagen |
| ------- | ----------------------------- | ----- | ------------------- | ---------------------- | --------- |
| 2001/02 | UEFA Women's Cup              | 1e    | Vlag van Finland    | HJK Helsinki           | 1-2       |
| 2001/02 | toernooi in Helsinki          | 1e    | Vlag van Oostenrijk | USC Landhaus Wien      | 5-0       |
| 2001/02 |                               | 1e    | Vlag van Faeröer    | KÍ Klaksvík            | 4-0       |
| 2004/05 | UEFA Women's Cup              | 2e    | Vlag van Polen      | KS AZS Wroclaw         | 5-0       |
| 2004/05 | toernooi in Potsdam           | 2e    | Vlag van Frankrijk  | Montpellier HSC        | 2-1       |
| 2004/05 |                               | 2e    | Vlag van Duitsland  | 1. FFC Turbine Potsdam | 5-7       |
| 2004/05 |                               | KF    | Vlag van Engeland   | Arsenal LFC            | 2-0, 1-4  |
| 2009/10 | UEFA Women's Champions League | Q     | Vlag van Slowakije  | FK Slovan Duslo Šaľa   | 1-0       |
| 2009/10 | toernooi in Novo mesto        | Q     | Vlag van Turkije    | Trabzonspor            | 9-0       |
| 2009/10 |                               | Q     | Vlag van Slovenië   | ŽNK Krka               | 3-0       |
| 2009/10 |                               | 1e    | Vlag van IJsland    | Valur Reykjavík        | 4-1, 2-1  |
| 2009/10 |                               | 1/8F  | Vlag van Oostenrijk | SV Neulengbach         | 4-1, 4-1  |
| 2009/10 |                               | KF    | Vlag van Frankrijk  | Olympique Lyon         | 0-3, 1-0  |